# Пийте, браття, попийте
«Пийте, браття, попийте» — український бенкетний кант, який виник на основі духовного канту «Єгда от Вавилона плін бивший із Сіона» (псалом 126).

## Історія
Оригінальний текст пісні був написаний на основі духовного канту «Єгда од Вавилона» (псалом 126) Симеоном Полоцьким. У період Визвольної війни пісня була популярною серед козаків, а в 1657 році її виконували разом зі шведами під Варшавою під час спільних військових дій. З того часу мелодія пісні була прийнята в Швеції та адаптована до народної музики, де вона стала відома як Slängpolska. Мелодія збереглася в шведському фольклорі, зокрема в регіоні Смоланд.
В Україні пісня перероблялася в період Гетьманщини, а в добу Мазепи вона була адаптована на бенкетний кант і отримала нову назву «Пийте, браття, попийте». Вона набула святкового характеру і стала популярною на бенкетах і святкуваннях.

## Виконання
Пісня «Пийте, браття, попийте» була відроджена гуртом «Хорея Козацька» та Тарасом Компаніченком як бенкетний кант, що поєднує історичні елементи з сучасним звучанням. Ця версія пісні була включена до їхніх альбомів «Карміна Сарматіка» (2009) та «Тера Козацька» (2010, разом з гуртом Гуляйгород). Окрім того, пізніше була створена також версія, що перетворила пісню на частину новочасної визвольної пісні, зберігаючи зв'язок з її історичним контекстом.

## Цікаві факти
Мелодія пісні «Пийте, браття, попийте» була адаптована в Швеції після спільного походу українських козаків і шведів на Варшаву в 1657 році. Згодом шведи інтегрували її в свою народну музику, де вона отримала назву Slängpolska. Ця мелодія збереглася в шведському фольклорі і досі виконується в регіоні Смоланд.

## Варіанти
| 1. Пийте, браття, попийте, А на землю не лийте (2). Напийтеся всі п'яні - Не будете упрямі, Веселітесь, пляшіте, Друг друга потішіте. Пийте, браття, попийте, А на землю не лийте (2). 2. Ні о чім нам тужити, Пива велим налити (2). Подпивши як гораздо, Пойдем потом всі разно. Болить голова, больно, В постелі лежать полно. Пийте, браття, попийте, А на землю не лийте (2). 3. З похмілля як воставши, Ті ж чарки в руки взявши (2) Другую ту як вип'єм, Всі "многа літа" крикнем. Многая літа, многая літа, многая літа! Многая, многая, многая, многая! Многая літа! Сотвори, Господи, Даруй нам, Господи, Многая літа! Пийте, браття, попийте, А на землю не лийте (2). 4. І третю ту як вип'єм, Всі "многа літа" крикнем. Многая літа, многая літа, многая літа! Многая, многая, многая, многая! Многая літа! |

| 1. Пийте, браття, попийте, Та на землю не лийте (2). Напийтеся всі п'яні - Не будете упрямі, Веселітесь, пляшіте, Друг друга потішіте. Пийте, браття, попийте, Та на землю не лийте (2). 2. Співаєм, скачем, пляшем, Руками плещем, машем (2) Всі печали забивши, Вином ся звеселивши! Всі печали забивши, Вином ся звеселивши! Пийте, браття, попийте, Та на землю не лийте (2). 3. Тую скляницу поп'єм – Скоро по другу пошлем (2). Другую попиваєм, Ін по мед посилаєм. Другую попиваєм, Ін по мед посилаєм. Пийте, браття, попийте, Та на землю не лийте (2). 4. Ні о чім нам тужити, Пива велим налити (2). Подпившися гораздо, Пойдем потом всі разно. Подпившися гораздо, Пойдем потом всі разно. Пийте, браття, попийте, Та на землю не лийте (2). 5. В мисли то і держиться, Как би вина напиться (2) Болить голова больно, В постели лежать полно. Болить голова больно, В постели лежать полно. Пийте, браття, попийте, Та на землю не лийте (2) 6. З похмілля як же вставши, Ті ж чарки в руки взявши (2) Первую іспиваєм, Похмілля проганяєм. Первую іспиваєм, Похмілля проганяєм. Пийте, браття, попийте, Та на землю не лийте (2). 7. Другую ту як вип'єм, Всім "многа літа" крикнем (2). Третюю ту як вип'єм, Всім "многа літа" крикнем. Третюю ту як вип'єм, Всім "многа літа" крикнем. Многая, многая (2), Многая літа! Сотвори, Господи, Даруй нам, Господи, Многая літа! |